# Antioccidentalismo
L'antioccidentalismo (o sentimento anti-occidentale e, raramente, occidentalofobia), si riferisce all'opposizione, al pregiudizio o all'ostilità verso le persone, la cultura o le politiche del mondo occidentale.

## Definizione
In molti casi moderni, il sentimento anti-occidentale è alimentato dall'anti-imperialismo, in particolare contro i Paesi "ritenuti colpevoli dei crimini coloniali del passato e del presente", ovvero Francia, Regno Unito, Germania, Belgio e Paesi Bassi. Il sentimento anti-occidentale è presente in molti Paesi, anche in Occidente, soprattutto in quelli europei. Anche nel mondo musulmano esiste un ampio sentimento anti-occidentale nei confronti di europei e americani. Il sentimento anti-americano deriva dal sostegno degli USA ad Israele, dall'invasione dell'Iraq nel 2003 e dalle numerose sanzioni contro l'Iran.
Samuel P. Huntington sostiene che, dopo la guerra fredda, il conflitto internazionale per l'ideologia economica sarà sostituito da quello per le differenze culturali. Il suo "Scontro di civiltà" sostiene che il regionalismo economico e politico sposterà sempre più i Paesi non occidentali verso l'impegno geopolitico con Paesi che condividono i loro valori. Sostiene che l'aumento della popolazione musulmana e la crescita del fanatismo islamico stanno portando a un rifiuto dell'occidentalizzazione.